# Господиня маєтку
«Господиня маєтку» (англ. Lady of the Manor) — американська фентезійна комедія 2021 року, знята режисерами-дебютантами, братами Джастіном і Крістіаном Лонгами за власним сценарієм. У головних ролях: Мелані Лінскі, Джуді Грір, Джастін Лонг, Раян Філліпп, Луїс Гузман і Патрік Даффі. Прем'єра фільму відбулася 10 червня 2021 року на Міжнародному кінофестивалі «Gasparilla», у прокат випустила компанія Lionsgate 17 вересня 2021 року.
За сюжетом містичної комедії, непутяща Ханна знаходить собі роботу екскурсовода по старому маєтку, але згодом виявляє справжнього привида колишньої власниці, яка незадоволена Ханною. Проте їм доводиться об'єднатися, аби протистоять витівкам нащадка леді-привида.

## Акторський склад
| Актор         | Роль             |
| ------------- | ---------------- |
| Мелані Лінскі | Ханна Колінскі   |
| Джуді Грір    | леді Водсворт    |
| Джастін Лонг  | Макс Кемерон     |
| Раян Філліпп  | Таннер Водсворт  |
| Луїс Гузман   | Воллі            |
| Патрік Даффі  | Грейсон Водсворт |

## Виробництво
У листопаді 2019 року було оголошено, що сценаристом і режисерами майбутнього фільму стануть брати Джастін і Крістіан Лонг. Пізніше стало відомо, що до акторського складу фільму приєдналися актори Мелані Лінскі, Джуді Грір, Раян Філіпп, Луїс Гусман, Патрік Даффі, а також сам Джастін Лонг. Лінскі сказала, що погодилася взяти участь, тому що «думка бути в спортивних штанях і поводитися так, ніби я під кайфом цілий фільм, була такою звільняючою».
Основн знімання розпочали 2 січня 2020 року в Тампі, штат Флорида. Знімання також відбувалося у Сент-Пітерсбергу (Флорида). Бюджет фільму становив $1 млн. На цифрових носіях фільм вийшов 21 вересня 2021 року.

## Сприйняття
Критики зневажливо поставилися до опори фільму на «туалетний гумор», але була добре сприйнята гра Мелані Лінскі.
На сайті агрегатора рецензій Rotten Tomatoes рейтинг схвалення фільму становить 25 % на основі 28 оглядів із середнім рейтингом 3,8/10. На Metacritic фільм отримав середню оцінку 30 зі 100 на основі 6 критиків, що вказує на «загалом несприятливі відгуки».